# Lijst van landen in 1861
Hieronder volgt een lijst van landen van de wereld in 1861.

## Uitleg
- Alle de facto onafhankelijke staten zonder ruime internationale erkenning zijn weergegeven onder het kopje Niet algemeen erkende landen.
- De afhankelijke gebieden, dat wil zeggen gebieden die niet worden gezien als een integraal onderdeel van de staat waar ze afhankelijk van zijn, zijn weergegeven onder het kopje Niet-onafhankelijke gebieden. Vazalstaten zijn hierbij inbegrepen.
- bezette gebieden zijn niet op deze pagina weergegeven.

## Staatkundige veranderingen in 1861
- 9 januari: de Republiek Mississippi verklaart zich onafhankelijk van de VS.
- 10 januari: de Republiek Florida verklaart zich onafhankelijk van de VS.
- 11 januari: de Republiek Alabama verklaart zich onafhankelijk van de VS.
- 19 januari: de Republiek Georgia verklaart zich onafhankelijk van de VS.
- 26 januari: de Republiek Louisiana verklaart zich onafhankelijk van de VS.
- 8 februari: oprichting van de Geconfedereerde Staten van Amerika. De republieken Alabama, Florida, Georgia, Louisiana, Mississippi, South Carolina gaan hierin op.
- 5 maart: de Republiek Texas verklaart zich onafhankelijk van de VS en treedt op 23 maart toe tot de Geconfedereerde Staten.
- 17 maart: oprichting van het Koninkrijk Italië. Het Koninkrijk Sardinië komt hiermee ten einde.
- 18 maart: de Dominicaanse Republiek wordt de Spaanse kolonie Santo Domingo. Op 8 juni wordt Santo Domingo een kapiteinsgeneraliteit.
- 6 april: het Sultanaat Zanzibar wordt officieel onafhankelijk van het Sultanaat Muscat en Oman.
- 17 april: de Republiek Virginia verklaart zich onafhankelijk van de VS en treedt op 7 mei toe tot de Geconfedereerde Staten.
- 6 mei: de Republiek Arkansas verklaart zich onafhankelijk van de VS. Op 20 mei treedt Arkansas toe tot de Geconfedereerde Staten.
- 29 mei: Russisch-Amerika komt onder beheer van de Russische staat (voorheen onder beheer van de Russisch-Amerikaanse Compagnie).
- 31 mei: Bahrein wordt een Brits protectoraat.
- 13 juni: in Circassië wordt de republiek uitgeroepen.
- 24 juni: de Republiek Tennessee verklaart zich onafhankelijk van de VS. Op 22 juli treedt Tennessee toe tot de Geconfedereerde Staten.
- 5 juli: Buenos Aires scheidt zich af van Argentinië.
- 18 juli: de Granadijnse Confederatie wordt de Verenigde Staten van Nieuw-Granada.
- 6 augustus: de Britse protectoraten Golf van Benin en Golf van Biafra worden samengevoegd. Ook wordt Lagos ingenomen.
- 12 september: het Britse protectoraat Miskitokust komt onder de soevereiniteit van Nicaragua.
- 20 september: de Verenigde Staten van Nieuw-Granada wordt de Verenigde Staten van Colombia.
- 26 december: Adam Koksland wordt een onderdeel van Oranje Vrijstaat. Tevens stichting van Oost-Griekwaland
- Shenge wordt een onderdeel van de Britse kolonie Sierra Leone.
- Ijaye wordt weer een onderdeel van het Koninkrijk Oyo.
- Het Rijk van de Bambara wordt veroverd door het Rijk van de Toucouleur.
- Het Sultanaat Pahang wordt onafhankelijk van het Sultanaat Johor.
- Einde van de onafhankelijkheid van het Koninkrijk Shilluk.
- Einde van de onafhankelijkheid van Luwu. Het wordt een Nederlands protectoraat in Nederlands-Indië.

## Onafhankelijke landen

### A
| Korte landsnaam (Nederlands)    | Lange landsnaam (Nederlands)                       | Korte landsnaam (oorspronkelijke taal/talen)                  |
| ------------------------------- | -------------------------------------------------- | ------------------------------------------------------------- |
| Abemama                         | Koninkrijk Abemama                                 | Kiribatisch: Abemama                                          |
| Abeokuta                        | Koninkrijk Abeokuta (ook wel: Egbaland)            | Yoruba: Abeokuta                                              |
| Aboh                            | Koninkrijk Aboh                                    | Yoruba: Obodo Eze                                             |
| Abuja                           | Emiraat Abuja                                      | Hausa: Abuja                                                  |
| Adam Koksland (tot 26 december) | Adam Koksland (ook wel: Philippolis)               | Engels: Adam Kok's Land Nederlands (Afrikaans): Adam Koksland |
| Adrar                           | Emiraat Adrar                                      | Arabisch: Adrar / ولاية آدرار                                 |
| Afghanistan                     | Emiraat Afghanistan (ook wel: Kabulistan)          | Dari en Pasjtoe: Afġānistān / افغانستان                       |
| Agadez                          | Sultanaat Agadez (ook wel: Sultanaat Aïr)          | Arabisch: Toeareg:                                            |
| Agwe                            | Koninkrijk Agwe                                    | Ewe: Agwe                                                     |
| Akwa Akpa                       | Koninkrijk Akwa Akpa (ook wel: Duke Town)          | Efik: Akwa Akpa                                               |
| Akyem                           | Confederatie van Akyem-staten                      | Twi: Akyem                                                    |
| Alo                             | Alo (ook wel: Koninkrijk Tu'a / Koninkrijk Futuna) | Futunisch: Tu'a                                               |
| Amarro                          | Koninkrijk Amarro (ook wel: Amaro)                 | Sidamo: Amarro                                                |
| Andorra                         | Vorstendom Andorra                                 | Catalaans, Frans en Spaans: Andorra                           |
| Angoche                         | Sultanaat Angoche                                  | Koti: Angoche                                                 |
| Anhalt-Bernburg                 | Hertogdom Anhalt-Bernburg                          | Duits: Anhalt-Bernburg                                        |
| Anhalt-Dessau-Köthen            | Hertogdom Anhalt-Dessau-Köthen                     | Duits: Anhalt-Dessau-Köthen                                   |
| Anziku                          | Koninkrijk Anziku (ook wel: Teke / Tio / Tyo)      |                                                               |
| Ankole                          | Koninkrijk Ankole (ook wel: Nkore)                 | Nkore: Nkore                                                  |
| Argentinië                      | Republiek Argentinië                               | Spaans: Argentina                                             |
| Aro                             | Confederatie van de Aro                            | Igbo: Omu Aro                                                 |
| Asahan                          | Sultanaat Asahan                                   | Maleis: Asahan                                                |
| Ashanti                         | Koninkrijk Ashanti                                 | Akan: Asanteman                                               |
| Atjeh                           | Sultanaat Atjeh                                    | Atjehs: Acèh                                                  |
| Awsa                            | Afar Sultanaat Awsa                                | Afar: Awsa Arabisch: سلطنة عفر                                |

### B
| Korte landsnaam (Nederlands) | Lange landsnaam (Nederlands)                         | Korte landsnaam (oorspronkelijke taal/talen) |
| ---------------------------- | ---------------------------------------------------- | -------------------------------------------- |
| Bade                         | Emiraat Bade (ook wel: Emiraat Bedde / Emiraat Bede) | Bade: Bade                                   |
| Baden                        | Groothertogdom Baden                                 | Duits: Baden                                 |
| Bahrein (tot 31 mei)         | Bahrein                                              | Arabisch: al-Bahrayn / البحرين               |
| Bajini                       | Sultanaat Bajini (ook wel: Badgini)                  | Comorees: Bajini                             |
| Bambao                       | Sultanaat Bambao                                     | Comorees: Bambao                             |
| Bambara (tot 1861)           | Rijk van de Bambara (ook wel: Bamana / Ségou / Segu) | Bambara:                                     |
| Bamum                        | Koninkrijk Bamum (ook wel: Bamoun)                   | Mbum: Bamum                                  |
| Baol                         | Koninkrijk Baol (ook wel: Bawol)                     | Wolof: Bawol                                 |
| Bara                         | Bara (ook wel: Ibara / Zafimanely / Zafimaniry)      | Bara-Malagasi:                               |
| Bawlake                      | Bawlake                                              | Kayah:                                       |
| Beieren                      | Koninkrijk Beieren                                   | Duits: Bayern                                |
| België                       | Koninkrijk België                                    | Frans: Belgique Nederlands: België           |
| Benin                        | Koninkrijk Benin                                     | Edo: Edo                                     |
| Bhutan                       | Bhutan                                               | Dzongkha: Druk Yul / འབྲུག་ཡུལ་                 |
| Birma                        | Koninkrijk Birma (Konbaung-dynastie)                 | Birmaans: Bama /                             |
| Biu                          | Koninkrijk Biu                                       | Bura-Pabir: Biu                              |
| Boechara                     | Emiraat Boechara (ook wel: Bukhara / Buchara)        | Oezbeeks: Buxoro / Бухоро Tadzjieks: Бухоро  |
| Boeganda                     | Koninkrijk Boeganda                                  | Luganda: Buganda                             |
| Bolivia                      | Republiek Bolivia                                    | Spaans: Bolivia                              |
| Bompey                       | Koninkrijk Bompey (ook wel: Bumpe)                   | Sherbro: Bumpe                               |
| Bonaku                       | Koninkrijk Bonaku (ook wel: Akwa)                    | Douala: Bonaku                               |
| Bonanjo                      | Koninkrijk Bonanjo                                   | Douala: Bonanjo                              |
| Bonebela                     | Koninkrijk Bonebela (ook wel: Bonebele)              | Douala: Bonebela                             |
| Bondu                        | Bondu                                                | Fula: Bundu Mandinka:                        |
| Bono                         | Koninkrijk Bono (ook wel: Bono-Tekyiman)             | Abron: Bonoman                               |
| Bora Bora                    | Koninkrijk Bora Bora                                 | Tahitiaans: Porapora                         |
| Borgoe                       | Confederatie van Borgoekoninkrijken                  | Bariba: Borgu                                |
| Bornu                        | Koninkrijk Bornu                                     | Kanuri: Bornu                                |
| Brakna                       | Emiraat Brakna                                       | Arabisch: Brakna / ولاية البراكنة            |
| Brazilië                     | Keizerrijk Brazilië                                  | Portugees: Brasil                            |
| Bremen                       | Vrije Hanzestad Bremen                               | Duits: Bremen                                |
| Brunei                       | Staat Brunei                                         | Maleis: Brunei / بروني                       |
| Brunswijk                    | Hertogdom Brunswijk                                  | Duits: Braunschweig                          |
| Bunut                        | Bunut                                                | Bunut                                        |
| Bunyoro-Kitara               | Koninkrijk Bunyoro-Kitara                            | Nyoro: Bunyoro-Kitara                        |
| Burundi                      | Koninkrijk Burundi                                   | Kirundi: Burundi                             |
| Busoga                       | Koninkrijk Busoga                                    | Lusoga: Busoga                               |

### C
| Korte landsnaam (Nederlands)  | Lange landsnaam (Nederlands)    | Korte landsnaam (oorspronkelijke taal/talen)                     |
| ----------------------------- | ------------------------------- | ---------------------------------------------------------------- |
| Cayor                         | Koninkrijk Cayor                | Wolof: Kajoor                                                    |
| Chili                         | Republiek Chili                 | Spaans: Chile                                                    |
| China                         | Keizerrijk van de Grote Qing    | Mandarijn: Mandarijn: Zhongguo / 中國 Mantsjoe: Dulimbai Gurun / |
| Chinko                        | Bandia Koninkrijk aan de Chinko | Zande:                                                           |
| Chitral                       | Chitral                         | Khowar: Chitral                                                  |
| Colombia (vanaf 20 september) | Verenigde Staten van Colombia   | Spaans: Colombia                                                 |
| Costa Rica                    | Republiek Costa Rica            | Spaans: Costa Rica                                               |

### D
| Korte landsnaam (Nederlands)          | Lange landsnaam (Nederlands)               | Korte landsnaam (oorspronkelijke taal/talen) |
| ------------------------------------- | ------------------------------------------ | -------------------------------------------- |
| Dahomey                               | Koninkrijk Dahomey                         | Fon: Danhome / Danxome                       |
| Damagaram                             | Sultanaat Damagaram                        | Hausa: Damagaram                             |
| Dar al-Kuti                           | Sultanaat Dar al-Kuti                      | Aiki:                                        |
| Dar Runga                             | Sultanaat Dar Runga                        | Aiki:                                        |
| Darfur                                | Sultanaat Darfur                           | Fur: Darfur                                  |
| Darvaz                                | Darvaz (ook wel: Darwaz / Darvoz / Darwoz) | Perzisch: Darvāz / درواز                     |
| Daura                                 | Daura                                      | Hausa: Daura                                 |
| Dauro                                 | Koninkrijk Dauro                           | Kaffa: Dauro                                 |
| Dendi                                 | Koninkrijk Dendi                           | Songhai: Dendi                               |
| Denemarken                            | Koninkrijk Denemarken                      | Deens: Danmark                               |
| Dominicaanse Republiek (tot 18 maart) | Dominicaanse Republiek                     | Spaans: Republica Dominicana                 |
| Dosso                                 | Koninkrijk Dosso                           | Zarma: Doso                                  |

### E
| Korte landsnaam (Nederlands) | Lange landsnaam (Nederlands)                        | Korte landsnaam (oorspronkelijke taal/talen) |
| ---------------------------- | --------------------------------------------------- | -------------------------------------------- |
| Ecuador                      | Republiek Ecuador                                   | Spaans: Ecuador                              |
| Ethiopië                     | Keizerrijk Ethiopië (ook wel: Keizerrijk Abessinië) | Amhaars: ኢትዮጵያ / ʾĪtyōppyā                   |

### F
| Korte landsnaam (Nederlands) | Lange landsnaam (Nederlands)                    | Korte landsnaam (oorspronkelijke taal/talen) |
| ---------------------------- | ----------------------------------------------- | -------------------------------------------- |
| Fika                         | Emiraat Fika                                    | Bole: Fika                                   |
| Frankfurt                    | Vrije Stad Frankfurt                            | Duits: Frankfurt                             |
| Fouta Djallon                | Imamaat Fouta Djallon (ook wel: Almamaat Timbo) | Fula: Fuuta Jallon                           |
| Frankrijk                    | Franse Keizerrijk                               | Frans: France                                |

### G
| Korte landsnaam (Nederlands)           | Lange landsnaam (Nederlands)                | Korte landsnaam (oorspronkelijke taal/talen) |
| -------------------------------------- | ------------------------------------------- | -------------------------------------------- |
| Garo                                   | Koninkrijk Garo (ook wel: Koninkrijk Bosha) | Sidama: Garo                                 |
| Gaza                                   | Koninkrijk Gaza (ook wel: Gazaland)         | Swazi: amaGaza                               |
| Geledi                                 | Sultanaat Geledi                            | Arabisch: غوبرون Somalisch: Geledi           |
| Gera                                   | Koninkrijk Gera                             | Afaan Oromo: Gera                            |
| Gimirra                                | Koninkrijk Gimirra                          | Yemsa: Gimirra                               |
| Gliji                                  | Gliji (ook wel: Genyigba)                   | Gen:                                         |
| Gobir                                  | Gobir (ook wel: Tibiri / Tshibiri)          | Hausa: Gobir                                 |
| Gomma                                  | Koninkrijk Gomma                            | Afaan Oromo: Goma                            |
| Granadijnse Confederatie (tot 18 juli) | Granadijnse Confederatie                    | Spaans: Confederación Granadina              |
| Griekenland                            | Koninkrijk Griekenland                      | Grieks: 'Ellas / 'Ελλας                      |
| Guatemala                              | Republiek Guatemala                         | Spaans: Guatemala                            |
| Gumel                                  | Emiraat Gumel                               | Hausa: Gumel                                 |
| Gumma                                  | Koninkrijk Gumma                            | Afaan Oromo: Gumma                           |

### H
| Korte landsnaam (Nederlands) | Lange landsnaam (Nederlands)                                                | Korte landsnaam (oorspronkelijke taal/talen) |
| ---------------------------- | --------------------------------------------------------------------------- | -------------------------------------------- |
| Haïti                        | Republiek Haïti                                                             | Spaans: Haïti Haïtiaans-Creools: Ayiti       |
| Hamahame                     | Sultanaat Hamahame                                                          | Comorees: Hamahame                           |
| Hamamvu                      | Sultanaat Hamamvu                                                           | Comorees: Hamamvu                            |
| Hamburg                      | Vrije en Hanzestad Hamburg                                                  | Duits: Hamburg                               |
| Hambu                        | Sultanaat Hambu                                                             | Comorees: Hambu                              |
| Hamdullahi                   | Kalifaat Hamdullahi (ook wel: Dina van Massina / Masina / Sise Jihad Staat) | Fula:                                        |
| Hannover                     | Koninkrijk Hannover                                                         | Duits: Hannover                              |
| Harar                        | Emiraat Harar                                                               | Ge'ez: Harar / ሐረር                           |
| Hawaï                        | Koninkrijk Hawaï                                                            | Hawaïaans: Hawaii                            |
| Hessen                       | Groothertogdom Hessen en bij de Rijn (ook wel: Hessen-Darmstadt)            | Duits: Hessen                                |
| Hessen-Homburg               | Landgraafschap Hessen-Homburg                                               | Duits: Hessen-Homburg                        |
| Hessen-Kassel                | Keurvorstendom Hessen                                                       | Duits: Kurhessen                             |
| Honduras                     | Staat Honduras                                                              | Spaans: Honduras                             |
| Huahine                      | Koninkrijk Huahine                                                          | Tahitiaans: Huahine                          |

### I
| Korte landsnaam (Nederlands) | Lange landsnaam (Nederlands)                                            | Korte landsnaam (oorspronkelijke taal/talen) |
| ---------------------------- | ----------------------------------------------------------------------- | -------------------------------------------- |
| Ibadan                       | Ibadan                                                                  | Yoruba: Ibadan                               |
| Idoani                       | Confederatie van Idoani                                                 | Yoruba: Idoani                               |
| Igala                        | Koninkrijk Igala (ook wel: Koninkrijk Idah)                             | Igala: Igala                                 |
| Igara                        | Koninkrijk Igara                                                        | Hororo: Igara                                |
| Ijaye (tot 1861)             | Koninkrijk Ijaye                                                        | Yoruba: Ijaye                                |
| Ijebu                        | Koninkrijk Ijebu (ook wel: Koninkrijk Jebu)                             | Yoruba: Ijebu                                |
| Ijesha                       | Ijesha (ook wel: Ijesa / Ilesha / Ilesa)                                | Yoruba: Ìjẹ̀ṣà                                |
| Ilé-Ifè                      | Koninkrijk Ilé-Ifè                                                      | Yoruba: Ilé—Ifẹ̀                              |
| Imerina                      | Koninkrijk Imerina (ook wel: Koninkrijk Merina / Koninkrijk Madagaskar) | Plateaumalagasi: Imerina                     |
| Isedo                        | Koninkrijk Isedo                                                        | Yoruba: Ìsẹ̀dó                                |
| Italië (vanaf 17 maart)      | Koninkrijk Italië                                                       | Italiaans: Italia                            |
| Itsandra                     | Sultanaat Itsandra                                                      | Comorees: Itsandra                           |
| Iwo                          | Koninkrijk Iwo                                                          | Yoruba: Iwo                                  |

### J
| Korte landsnaam (Nederlands) | Lange landsnaam (Nederlands) | Korte landsnaam (oorspronkelijke taal/talen) |
| ---------------------------- | ---------------------------- | -------------------------------------------- |
| Japan                        | Tokugawa-shogunaat           | Japans: Nippon / 日本                        |
| Jimma                        | Koninkrijk Jimma             | Ometo: Jima 'Abar Jifar                      |
| Johor                        | Sultanaat Johor              | Johormaleis: Johor                           |
| Jolof                        | Koninkrijk Jolof             | Wolof: Jolof                                 |
| Joseon                       | Koninkrijk Groot Joseon      | Koreaans: Chosŏn / 대조선국                  |

### K
| Korte landsnaam (Nederlands) | Lange landsnaam (Nederlands)                                     | Korte landsnaam (oorspronkelijke taal/talen)           |
| ---------------------------- | ---------------------------------------------------------------- | ------------------------------------------------------ |
| Kaabu                        | Koninkrijk Kaabu (ook wel: Gabu / Ngabou / N’Gabu)               | Madninka: Kaabu                                        |
| Kabasarana                   | Kabasarana                                                       |                                                        |
| Kaffa                        | Koninkrijk Kaffa                                                 | Kaffa: Kaffa                                           |
| Kajara                       | Koninkrijk Kajara                                                | Hororo: Kajara                                         |
| Kalabari                     | Koninkrijk Kalabari                                              | Kalabari: Kalabari                                     |
| Kantarawadi                  | Kantarawadi (ook wel: Gantarawadi / Oost-Karenni)                | Birmaans: ကန္နရဝတီ Karenni: Thai: กันตรวดี                 |
| Karagwe                      | Koninkrijk Karagwe                                               | Nyambo: Karagwe                                        |
| Kasanje                      | Koninkrijk Kasanje (ook wel: Koninkrijk Jaga)                    | Kasanzi                                                |
| Kazembe                      | Koninkrijk Kazembe                                               | Bemba: Kazembe                                         |
| Kel Ahaggar                  | Kel Ahaggar                                                      | Tamahaq: Kel Ahaggar                                   |
| Kénédougou                   | Koninkrijk Kénédougou                                            | Maninka: Kenedugu                                      |
| Kerkelijke Staat             | Kerkelijke Staat (ook wel: Staat van de Kerk / Pauselijke Staat) | Italiaans: Stato Pontificio Latijn: Status Pontificius |
| Ketu                         | Ketu (ook wel: Ketou)                                            | Yoruba: Ketu                                           |
| Khasso                       | Koninkrijk Khasso                                                | Fula: Xaaso                                            |
| Kitangonya                   | Sjeikdom Kitangonya                                              | Kitangonya                                             |
| Kolol-Rotse                  | Koninkrijk Kolol-Rotse                                           | Sesotho: Kolol-Rotse                                   |
| Kong                         | Koninkrijk Kong (ook wel: Wattara / Ouattara)                    | Dioula: Kong                                           |
| Konta                        | Koninkrijk Konta                                                 | Kaffa: Konta                                           |
| Kooki                        | Koninkrijk Kooki                                                 | Kooki                                                  |
| Koya Temne                   | Koninkrijk Koya Temne                                            | Temne: Koya-Temne                                      |
| Kpa Mende                    | Confederatie Kpa Mende                                           | Mende: Kpaa Mende                                      |
| Kuba                         | Koninkrijk Kuba (ook wel: Koninkrijk Bushongo)                   | Bushongo: Kuba                                         |
| Kyebogyi                     | Kyebogyi                                                         | Birmaans: Karenni:                                     |

### L
| Korte landsnaam (Nederlands) | Lange landsnaam (Nederlands)             | Korte landsnaam (oorspronkelijke taal/talen) |
| ---------------------------- | ---------------------------------------- | -------------------------------------------- |
| La Dombe                     | Sultanaat La Dombe                       | Comorees:                                    |
| Lanao                        | Confederatie van Sultanaten in Lanao     | Maranao:                                     |
| Lesotho                      | Lesotho                                  | Sesotho: Lesotho                             |
| Lete                         | Lete (ook wel: Balete)                   | Tswana: baLete                               |
| Liberia                      | Republiek Liberia                        | Engels: Liberia                              |
| Liechtenstein                | Vorstendom Liechtenstein                 | Duits: Liechtenstein                         |
| Limburg                      | Hertogdom Limburg                        | Nederlands: Limburg                          |
| Limmu-Ennarea                | Koninkrijk Limmu-Ennarea                 | Afaan Oromo: Limu-'Enarya                    |
| Lippe                        | Vorstendom Lippe                         | Duits: Lippe                                 |
| Loango                       | Koninkrijk Loango                        | Kikongo: Lwããgu                              |
| Luba                         | Koninkrijk Luba                          | Tshiluba: Luba                               |
| Lübeck                       | Vrije en Hanzestad Lübeck                | Duits: Lübeck                                |
| Lunda                        | Koninkrijk Lunda                         | Tshilunda: Lunda                             |
| Luuka                        | Luuka                                    | Lusoga: Luuka                                |
| Luwu (tot 1861)              | Koninkrijk Luwu (ook wel: Luwuq / Wareq) | Boeginees: Luwu / ᨒᨘᨓᨘ                         |
| Luxemburg                    | Groothertogdom Luxemburg                 | Duits: Luxemburg Frans: Luxembourg           |

### M
| Korte landsnaam (Nederlands)       | Lange landsnaam (Nederlands)                                      | Korte landsnaam (oorspronkelijke taal/talen) |
| ---------------------------------- | ----------------------------------------------------------------- | -------------------------------------------- |
| Majeerteen                         | Sultanaat Majeerteen (ook wel: Majerteen / Harti)                 | Arabisch: ماجرتين Somalisch: Majeerteen      |
| Maradi                             | Maradi                                                            | Hausa: Maradi                                |
| Maravi                             | Koninkrijk Maravi                                                 | Nyanja:                                      |
| Marokko                            | Koninkrijk Marokko                                                | Arabisch: al-Maġrib / المغرب                 |
| Maymana                            | Khanaat Maymana (ook wel: Maimana)                                | Perzisch: Maymana / میمنه                    |
| Mbaku                              | Sultanaat Mbaku                                                   | Comorees: Mbaku                              |
| Mbude                              | Sultanaat Mbude                                                   | Comorees: M'Budé                             |
| Medri Bahri                        | Medri Bahri (ook wel: Land van de Zee)                            | Tigrinya: Medri Bahri / ምድሪ ባሕሪ              |
| Melakori                           | Koninkrijk Melakori (ook wel: Morea)                              |                                              |
| Mecklenburg-Schwerin               | Groothertogdom Mecklenburg-Schwerin                               | Duits: Mecklenburg-Schwerin                  |
| Mecklenburg-Strelitz               | Groothertogdom Mecklenburg-Strelitz                               | Duits: Mecklenburg-Strelitz                  |
| Meliau                             | Sultanaat Meliau                                                  | Meliau                                       |
| Mexico                             | Verenigde Mexicaanse Staten                                       | Spaans: México                               |
| Mitsamihuli                        | Sultanaat Mitsamihuli                                             | Comorees: Mitsamihuli                        |
| Monaco                             | Vorstendom Monaco                                                 | Frans: Monaco                                |
| (tot 1861) Montenegro (vanaf 1861) | Vorstendom Montenegro                                             | Servisch: Crna Gora / Црна Гора              |
| Mthwakazi                          | Koninkrijk Mthwakazi (ook wel: Matabeleland / Matabelekoninkrijk) | Noord-Ndebele: amaNdbele                     |
| Muscat en Oman                     | Sultanaat Muscat en Oman (ook wel: Sultanaat Oman en Masqat)      | Arabisch: Masqaṭ wa-‘Umān / مسقط وعمان       |
| Mutapa                             | Koninkrijk Mutapa (ook wel: Mwenemutapa / Karanga)                | Shona: Mutapa                                |
| Mwali                              | Sultanaat Mwali                                                   | Comorees: Mwali                              |

### N
| Korte landsnaam (Nederlands)                 | Lange landsnaam (Nederlands)       | Korte landsnaam (oorspronkelijke taal/talen) |
| -------------------------------------------- | ---------------------------------- | -------------------------------------------- |
| Nammekon                                     | Nammekon (ook wel: Namekan)        | Birmaans: Karenni:                           |
| Nassau                                       | Hertogdom Nassau                   | Duits: Nassau                                |
| Naungpale                                    | Naungpale                          | Birmaans: Karenni:                           |
| Ndzuwani                                     | Sultanaat Ndzuwani                 | Comorees: Ndzuwani                           |
| Nederland                                    | Koninkrijk der Nederlanden         | Nederlands: Nederland                        |
| Negeri Sembilan                              | Negeri Sembilan Darul Khusus       | Maleis: Negeri Sembilan / نڬري سمبيلن        |
| Nembe                                        | Koninkrijk Nembe                   | Izon: Nembe                                  |
| Ngoyo                                        | Koninkrijk Ngoyo                   | N'Goyo                                       |
| Nicaragua                                    | Republiek Nicaragua                | Spaans: Nicaragua                            |
| Nieuw-Granada (van 18 juli tot 20 september) | Verenigde Staten van Nieuw-Granada | Spaans: Nueva Granada                        |
| Ningi                                        | Ningi                              | Kainji: Ningi                                |
| Niue-Fekai                                   | Koninkrijk Niue-Fekai              | Niuees: Niue-Fekai                           |
| Nshenyi                                      | Koninkrijk Nshenyi                 | Hororo: Nshenyi                              |
| Nzakara                                      | Bandia Koninkrijk Nzakara          | Nzakara: Nzakara                             |

### O
| Korte landsnaam (Nederlands)             | Lange landsnaam (Nederlands)                          | Korte landsnaam (oorspronkelijke taal/talen)                                                       |
| ---------------------------------------- | ----------------------------------------------------- | -------------------------------------------------------------------------------------------------- |
| Obioko                                   | Koninkrijk Obioko (ook wel: Creek Town / Ikotitungko) | Efik: Obioko                                                                                       |
| Obwera                                   | Koninkrijk Obwera                                     | Hororo:                                                                                            |
| Oke-Ila Orangun                          | Oke-Ila en Ila-Orangun (ook wel Ile-Yara)             | Yoruba: Òkè-Ìlá Òràngún                                                                            |
| Okrika                                   | Koninkrijk Okrika                                     | Kalabari: Okrika                                                                                   |
| Oldenburg                                | Groothertogdom Oldenburg                              | Duits: Oldenburg                                                                                   |
| Ondo                                     | Koninkrijk Ondo                                       | Yoruba: Ondo                                                                                       |
| Onitsha                                  | Koninkrijk Onitsha                                    | Igbo: Ọnịcha                                                                                       |
| Oost-Griekwaland (vanaf 26 december)     | Nieuw-Griekwaland                                     | Engels: Griqualand East / New Griqualand Nederlands: Oost-Griekwaland (Afrikaans: Griekwaland-Oos) |
| Oostenrijk                               | Keizerrijk Oostenrijk                                 | Duits: Österreich                                                                                  |
| Oranje Vrijstaat                         | Oranje Vrijstaat                                      | Nederlands: Oranje-Vrystaat                                                                        |
| Orungu                                   | Koninkrijk Orungu                                     | Myene:                                                                                             |
| Osogbo                                   | Koninkrijk Osogbo (ook wel: Oshogbo)                  | Yoruba: Oṣogbo                                                                                     |
| Ottomaanse Rijk (ook wel: Osmaanse Rijk) | Sublieme Ottomaanse Staat                             | Osmaans: عثمانلى دولتى / Osmanlı Devleti                                                           |
| Ouaddaï                                  | Koninkrijk Ouaddaï (ook wel: Koninkrijk Wadai)        | Maba:                                                                                              |
| Owo                                      | Koninkrijk Owo                                        | Yoruba: Owo                                                                                        |
| Oyo                                      | Koninkrijk Oyo                                        | Yoruba: Oyo                                                                                        |

### P
| Korte landsnaam (Nederlands) | Lange landsnaam (Nederlands)  | Korte landsnaam (oorspronkelijke taal/talen) |
| ---------------------------- | ----------------------------- | -------------------------------------------- |
| Paaseiland                   | Paaseiland                    | Rapa Nui: Rapa Nui                           |
| Pahang (vanaf 1861)          | Sultanaat Pahang Darul Makmur | Maleis: Pahang                               |
| Paraguay                     | Republiek Paraguay            | Spaans: Paraguay                             |
| Pasir                        | Sultanaat Pasir               |                                              |
| Peru                         | Republiek Peru                | Spaans: Peru                                 |
| Perzië                       | Perzische Rijk                | Perzisch: Irân / ایران                       |
| Pondoland                    | Koninkrijk Pondoland          | Mpondo: amaPondo                             |
| Porto-Novo                   | Koninkrijk Porto-Novo         | Fon: Ajache Ipo                              |
| Portugal                     | Koninkrijk Portugal           | Portugees: Portugal                          |
| Potiskum                     | Emiraat Potiskum              | Ngizim: Potiskum                             |
| Pruisen                      | Koninkrijk Pruisen            | Duits: Preußen                               |

### R
| Korte landsnaam (Nederlands) | Lange landsnaam (Nederlands)                                     | Korte landsnaam (oorspronkelijke taal/talen) |
| ---------------------------- | ---------------------------------------------------------------- | -------------------------------------------- |
| Raiatea                      | Koninkrijk Raiatea                                               | Tahitiaans: Ra'iatea                         |
| Rapa Iti                     | Rapa Iti (ook wel: Oparo)                                        | Rapan: Rapa Iti                              |
| Rarotonga                    | Koninkrijk Rarotonga                                             | Cookeilandmaori: Rarotonga                   |
| Reuss jongere linie          | Vorstendom Reuss jongere linie                                   | Duits: Reuß jüngere Linie                    |
| Reuss oudere linie           | Vorstendom Reuss oudere linie                                    | Duits: Reuß ältere Linie                     |
| Rey Bouba                    | Sultanaat Rey Bouba                                              | Fula: Rey Bouba                              |
| Rimatara                     | Koninkrijk Rimatara                                              | Rimatara                                     |
| Rozwi                        | Rozwi (ook wel: Lozwi / Changamire / Botwa / Ukalanga / Karanga) | Kalanga: Rozvi                               |
| Rujumbura                    | Koninkrijk Rujumbura                                             | Rujumbura                                    |
| Rukiga                       | Koninkrijk Rukiga                                                | Rukiga: Rukiga                               |
| Rurutu                       | Koninkrijk Rurutu                                                | Rurutisch: Rurutu                            |
| Rusland                      | Keizerrijk Rusland (ook wel: Russische Rijk)                     | Russisch: Rossija / Россия                   |
| Rwanda                       | Koninkrijk Rwanda                                                | Kinyarwanda: Rwanda                          |

### S
| Korte landsnaam (Nederlands) | Lange landsnaam (Nederlands)                                                    | Korte landsnaam (oorspronkelijke taal/talen) |
| ---------------------------- | ------------------------------------------------------------------------------- | -------------------------------------------- |
| Saksen                       | Koninkrijk Saksen                                                               | Duits: Sachsen                               |
| Saksen-Altenburg             | Hertogdom Saksen-Altenburg                                                      | Duits: Sachsen-Altenburg                     |
| Saksen-Coburg en Gotha       | Hertogdom Saksen-Coburg en Gotha                                                | Duits: Sachsen-Coburg und Gotha              |
| Saksen-Weimar-Eisenach       | Groothertogdom Saksen-Weimar-Eisenach                                           | Duits: Sachsen-Weimar-Eisenach               |
| Saksen-Meiningen             | Hertogdom Saksen-Meiningen (ook wel: Hertogdom Saksen-Meiningen-Hildburghausen) | Duits: Sachsen-Meiningen                     |
| Saloum                       | Koninkrijk Saloum                                                               | Serer: Saluum                                |
| Salvador                     | Republiek Salvador                                                              | Spaans: Salvador                             |
| Samoa                        | Koninkrijk Samoa                                                                | Samoaans: Samoa                              |
| San Marino                   | Republiek San Marino                                                            | Italiaans: San Marino                        |
| Sankul                       | Sjeikdom Sankul                                                                 | Sankul                                       |
| Sarawak                      | Koninkrijk Sarawak                                                              | Iban: Sarawak                                |
| Sardinië (tot 17 maart)      | Koninkrijk Sardinië (ook wel: Piëmont-Sardinië)                                 | Italiaans: Sardegna                          |
| Schaumburg-Lippe             | Vorstendom Schaumburg-Lippe                                                     | Duits: Schaumburg-Lippe                      |
| Schwarzburg-Rudolstadt       | Vorstendom Schwarzburg-Rudolstadt                                               | Duits: Schwarzburg-Rudolstadt                |
| Schwarzburg-Sondershausen    | Vorstendom Schwarzburg-Sondershausen                                            | Duits: Schwarzburg-Sondershausen             |
| Selangor                     | Sultanaat Selangor Darul Ehsan                                                  | Maleis: Selangor / سلاڠور                    |
| Sheka                        | Sheka                                                                           | Sheka                                        |
| Shilluk                      | Koninkrijk Shilluk                                                              | Shilluk: Läg Cøllø                           |
| Siam                         | Koninkrijk Siam                                                                 | Thai: Mueang Thai / เมืองไทย                  |
| Sigave                       | Koninkrijk Sigave                                                               | Futunisch: Sigave                            |
| Sine                         | Koninkrijk Sine (ook wel: Sin)                                                  | Serer: Siin                                  |
| Sjeberghan                   | Kanaat Sjeberghan (ook wel: Sheberghan / Shibarghan)                            | Perzisch: Shaburghān / شبرغان                |
| Sokoto                       | Kalifaat Sokoto                                                                 | Fula: Sokoto                                 |
| Spanje                       | Koninkrijk Spanje                                                               | Spaans: España                               |
| Sulu                         | Sultanaat Sulu Dar al-Islam                                                     | Arabisch: سولك Maleis: Sulu Tausug: Sūg      |
| Swaziland                    | Koninkrijk Swaziland                                                            | Swazi: Swaziland                             |

### T
| Korte landsnaam (Nederlands) | Lange landsnaam (Nederlands)                                 | Korte landsnaam (oorspronkelijke taal/talen) |
| ---------------------------- | ------------------------------------------------------------ | -------------------------------------------- |
| Tadjourah                    | Sultanaat Tadjourah                                          | Afar: Tagórri                                |
| Tagant                       | Emiraat Tagant                                               | Arabisch: Tagant / ولاية تكانت               |
| Tawaeli                      | Tawaeli                                                      | Kaili:                                       |
| Tawana                       | Tawana (ook wel: Batawana / Ngamiland)                       | Tswana: baTawana                             |
| Tekke                        | Confederatie van de Tekke (ook wel: Teke)                    | Turkmeens: Teke                              |
| Tekna                        | Tekna-confederatie                                           | Hassaniya: Tashelhiyt:                       |
| Tippo Tip                    | Staat van Tippo Tip (ook wel: Tippu Tip / Sultanaat Utetera) | Arabisch: Swahili:                           |
| Tonga                        | Tonga                                                        | Tongaans: Tuʻi Tonga                         |
| Toro                         | Koninkrijk Toro                                              | Tooro: Tooro                                 |
| Toucouleur                   | Rijk van de Toucouleur (ook wel: Kalifaat Tidjaniya)         | Fula:                                        |
| Transvaal                    | Zuid-Afrikaansche Republiek                                  | Nederlands: Zuid-Afrikaansche Republiek      |
| Trarza                       | Emiraat Trarza                                               | Arabisch: Trarza / ولاية الترارزة            |
| Twipra                       | Koninkrijk Twipra (ook wel: Tippera)                         | Sanskriet: Tripura                           |

### U
| Korte landsnaam (Nederlands) | Lange landsnaam (Nederlands)                 | Korte landsnaam (oorspronkelijke taal/talen) |
| ---------------------------- | -------------------------------------------- | -------------------------------------------- |
| Ubani                        | Koninkrijk Ubani (ook wel: Koninkrijk Bonny) | Ibibio: Okolo-Ama                            |
| Unyanyembe                   | Koninkrijk Unyanyembe (ook wel: Unyamwezi)   | Nyamwezi: Unyanyembe                         |
| Uruguay                      | Staat ten oosten van de Uruguay              | Spaans: Uruguay                              |

### V
| Korte landsnaam (Nederlands)                 | Lange landsnaam (Nederlands)                        | Korte landsnaam (oorspronkelijke taal/talen) |
| -------------------------------------------- | --------------------------------------------------- | -------------------------------------------- |
| Venezuela                                    | Republiek Venezuela (ook wel: Staat Venezuela)      | Spaans: Venezuela                            |
| Verenigd Koninkrijk                          | Verenigd Koninkrijk van Groot-Brittannië en Ierland | Engels: United Kingdom                       |
| (tot 4 juli) Verenigde Staten (vanaf 4 juli) | Verenigde Staten van Amerika                        | Engels: United States                        |
| Vietnam                                      | Vietnamese Rijk                                     | Vietnamees: Việt Nam / 越南                  |
| Voungara                                     | Voungara-Zande Koninkrijk                           | Zande: Voungara                              |

### W
| Korte landsnaam (Nederlands) | Lange landsnaam (Nederlands)                     | Korte landsnaam (oorspronkelijke taal/talen)    |
| ---------------------------- | ------------------------------------------------ | ----------------------------------------------- |
| Walayta                      | Koninkrijk Walayta (ook wel: Welayta / Wolaitta) | Wolaytta: Walayta                               |
| Wallis                       | Koninkrijk Wallis (ook wel: Uvea)                | Wallisiaans: 'Uvea                              |
| Waldeck                      | Vorstendom Waldeck en Pyrmont                    | Duits: Waldeck                                  |
| Wanga                        | Koninkrijk Wanga                                 | Luhya: Wanga                                    |
| Warri                        | Koninkrijk Warri                                 | Itsekiri: Warri                                 |
| Warsangali                   | Sultanaat Warsangali (ook wel: Gerad)            | Arabisch: سلطنة الورسنجلي Somalisch: Warsangeli |
| Washili                      | Sultanaat Washili (ook wel: Oichili)             | Comorees: Washili                               |
| Waterboersland               | Waterboersland                                   | Nederlands: Waterboersland                      |
| Witu                         | Sultanaat Witu                                   | Swahili: Witu                                   |
| Wollo                        | Koninkrijk Wollo (ook wel: Wallo)                | Amhaars: Wollo / ወሎ                             |
| Wukari                       | Federatie van de Wukari                          | Jukun Takum: Wukari                             |
| Württemberg                  | Koninkrijk Württemberg                           | Duits: Württemberg                              |

### X
| Korte landsnaam (Nederlands) | Lange landsnaam (Nederlands)                    | Korte landsnaam (oorspronkelijke taal/talen) |
| ---------------------------- | ----------------------------------------------- | -------------------------------------------- |
| Xhieng Khuang                | Koninkrijk Xhieng Khuang (ook wel: Muang Phuan) | Laotiaans:                                   |
| Xiva                         | Kanaat Xiva (ook wel: Khiva)                    | Oezbeeks: Xiva / خیوه Perzisch: خیوه         |

### Y
| Korte landsnaam (Nederlands) | Lange landsnaam (Nederlands)                               | Korte landsnaam (oorspronkelijke taal/talen) |
| ---------------------------- | ---------------------------------------------------------- | -------------------------------------------- |
| Yeke                         | Koninkrijk Yeke (ook wel: Msiri / Garanganze / Garenganze) | Yeke: Yeke                                   |
| Yengar                       | Koninkrijk Yengar (ook wel: Koninkrijk Janjero)            | Sidamo: Yengar                               |

### Z
| Korte landsnaam (Nederlands) | Lange landsnaam (Nederlands)                   | Korte landsnaam (oorspronkelijke taal/talen)               |
| ---------------------------- | ---------------------------------------------- | ---------------------------------------------------------- |
| Zanzibar (vanaf 6 april)     | Sultanaat Zanzibar                             | Swahili: Zanzibar                                          |
| Zweden-Noorwegen             | Verenigde Koninkrijken van Zweden en Noorwegen | Deens en Noors: Norge og Sverige Zweeds: Sverige och Norge |
| Zwitserland                  | Zwitserse Bondsstaat                           | Duits: Schweiz Frans: Suisse Italiaans: Svizzera           |

## Andere landen

### Unie tussen Zweden en Noorwegen
De Unie tussen Zweden en Noorwegen was een personele unie, waarbij de koning van Zweden tevens koning van Noorwegen was. Noorwegen had binnen deze unie een grote mate van autonomie.
| Korte landsnaam (Nederlands) | Officiële landsnaam (Nederlands) | Korte landsnaam (oorspronkelijke taal/talen) |
| ---------------------------- | -------------------------------- | -------------------------------------------- |
| Noorwegen                    | Koninkrijk Noorwegen             | Deens en Noors: Norge                        |
| Zweden                       | Koninkrijk Zweden                | Zweeds: Sverige                              |

### Informele Britse Aden-protectoraten
De Britten hadden in de 19e eeuw informele protectieverdragen gesloten met diverse staten in het zuiden van het Arabisch Schiereiland. Aan het eind van de 19e en begin 20e eeuw zouden er formele protectieverdragen worden gesloten en gingen deze staten op in het Protectoraat Aden. Hieronder zijn de staten vermeld die informele, maar geen formele verdragen met de Britten hadden.
| Korte landsnaam (Nederlands) | Officiële landsnaam (Nederlands)                    | Korte landsnaam (oorspronkelijke taal/talen) |
| ---------------------------- | --------------------------------------------------- | -------------------------------------------- |
| Alawi                        | Sjeikdom Alawi                                      | Arabisch: ʿAlawī / علوي                      |
| Aqrabi                       | Sjeikdom Aqrabi                                     | Arabisch: 'Aqrabi / عقربي                    |
| Dhala                        | Emiraat Dhala (ook wel: Dali / Dhali / Amiri)       | Arabisch: aḍ-Ḍāliʿ / الضالع                  |
| Fadhli                       | Sultanaat Fadhli                                    | Arabisch: Faḍlī / فضلي                       |
| Haushabi                     | Sultanaat Haushabi                                  | Arabisch: Al-Hawshabī / الحوشبي              |
| Lahej                        | Sultanaat Lahej (ook wel: Sultanaat Abdali / Lahij) | Arabisch: Laḥij / لحج                        |
| Neder-Aulaqi                 | Sultanaat Neder-Aulaqi                              | Arabisch: ʿAwlaqī al-Suflī / العوالق السفلى  |
| Neder-Yafa                   | Sultanaat Neder-Yafa                                | Arabisch: Yāfiʿ al-Suflā / يافع السفلى       |
| Subeihi                      | Sultanaat Subeihi                                   | Arabisch: aṣ-Ṣubayḥī / الصبيحي               |

### Landen binnen de grenzen van het Ottomaanse Rijk
In onderstaande lijst zijn staten opgenomen die lagen in het gebied dat officieel behoorde tot het Ottomaanse Rijk, maar waar het Ottomaanse Rijk geen zeggenschap had (d.w.z. het binnenland van het Arabisch Schiereiland). Enkele kleinere staten/stammen, zoals Mutayr en Madjm'a, zijn niet weergegeven. Unayzah (ook wel: Anizah / Anazah) werd bestuurd door Nadjd en is ook niet apart weergegeven.
| Korte landsnaam (Nederlands) | Lange landsnaam (Nederlands)                                                | Korte landsnaam (oorspronkelijke taal/talen)                                 |
| ---------------------------- | --------------------------------------------------------------------------- | ---------------------------------------------------------------------------- |
| Audhali                      | Sultanaat Audhali                                                           | Arabisch: al-ʿAwdhalī / العوذلي                                              |
| Abu Arish                    | Sjeikdom Abu Arish                                                          | Arabisch: Abu 'Arish / أبو عريش                                              |
| Bayda                        | Sultanaat Bayda (ook wel: Beda / Baidah)                                    | Arabisch: Al-Bayḍā / ٱلْبَيْضَاء                                                 |
| Beihan                       | Emiraat Beihan (ook wel: Bayhan)                                            | Arabisch: Bayḥān / بيحان                                                     |
| Buraidah                     | Emiraat Buraidah                                                            | Arabisch: Burayda / بريدة                                                    |
| Hail                         | Emiraat Hail (ook wel: Emiraat Jebel Shammar / Emiraat Al Rashid)           | Arabisch: Ḥā'il / حائل                                                       |
| Kathiri                      | Kathiristaat Seiyun in Hadramaut (ook wel: Sultanaat Kathiri)               | Arabisch: al-Kathīrī / الكثيري                                               |
| Koeweit                      | Sjeikdom Koeweit                                                            | Arabisch: al-Kuwayt / الكويت                                                 |
| Mahra                        | Mahrasultanaat Qishn en Socotra (ook wel: Mahrasultanaat Ghayda en Socotra) | Arabisch: Salṭanat Mahrah fī Qishn wa Suquṭrah / سلطنة المهرة في قشن و سقطرة |
| Mukalla                      | Staat Mukalla                                                               | Arabisch: al-Mukallā / ٱلْمُكَلَّا                                                |
| Nadjd                        | Emiraat Nadjd (ook wel: Tweede Saoedische Staat)                            | Arabisch: Naǧd / نجد                                                         |
| Neder-Asir                   | Sjeikdom Neder-Asir (ook wel: Sjeikdom Asir)                                | Arabisch:                                                                    |
| Opper-Asir                   | Sjeikdom Opper-Asir                                                         | Arabisch:                                                                    |
| Opper-Aulaqi (sjeikdom)      | Sjeikdom Opper-Aulaqi                                                       | Arabisch: Mashyakhat al-ʿAwālaq al-ʿUlyā / مشيخة العوالق العليا              |
| Opper-Aulaqi (sultanaat)     | Sultanaat Opper-Aulaqi                                                      | Arabisch: Salṭanat al-ʿAwālaq al-ʿUlyā / سلطنة العوالق العليا                |
| Opper-Yafa                   | Staat Opper-Yafa (ook wel: Sultanaat Opper-Yafa)                            | Arabisch: Yāfiʿ al-ʿUlyā / يافع العليا                                       |
| Qu'aiti                      | Qu'aitistaat in Hadramaut                                                   | Arabisch: al-Quʿayṭī / القعيطي                                               |
| Qasimiden                    | Imamaat van de Qasimiden (Imamaat Jemen / Imamaat van de Zaidieten)         | Arabisch:                                                                    |
| Shaib                        | Sjeikdom Shaib                                                              | Arabisch: Shuʿayb / شعيب                                                     |
| Shihr                        | Staat Shihr                                                                 | Arabisch: Ash Shihr / الشحر                                                  |
| Wahidi Azzan                 | Sultanaat Wahidi Azzan                                                      | Arabisch:                                                                    |
| Wahidi Balhaf                | Sultanaat Wahidi Balhaf                                                     | Arabisch: Wāḥidī Bālḥāf / واحدي بالحاف                                       |
| Wahidi Bir Ali               | Wahidi Wilayah Bir Ali                                                      | Arabisch: Wāḥidī Bīr ʿAlī / واحدي بير علي                                    |
| Wahidi Haban                 | Sultanaat Wahidi Haban (ook wel: Wahidi Habban)                             | Arabisch: Wāḥidī Ḥabbān / واحدي حبان                                         |

### Balinese koninkrijken
Het Koninkrijk Bali bestond uit diverse zelfstandige koninkrijken, waarbij de koning van Klungkung fungeerde als een primus inter pares. Ubud was een vazal van Gianyar en is niet apart weergegeven.
| Korte landsnaam (Nederlands) | Status               | Korte landsnaam (oorspronkelijke taal/talen) |
| ---------------------------- | -------------------- | -------------------------------------------- |
| Badung                       | Koninkrijk Badung    | Balinees: Badung                             |
| Bangli                       | Koninkrijk Bangli    | Balinees: Bangli                             |
| Gianyar                      | Koninkrijk Gianyar   | Balinees: Gianyar                            |
| Kesiman                      | Koninkrijk Kesiman   | Balinees: Kesiman                            |
| Klungkung                    | Koninkrijk Klungkung | Balinees: Klungkung                          |
| Mengwi                       | Koninkrijk Mengwi    | Balinees: Mengwi                             |
| Pamecutan                    | Koninkrijk Pamecutan | Balinees: Pamecutan                          |
| Tabanan                      | Koninkrijk Tabanan   | Balinees: Tabanan                            |

### Niet algemeen erkende landen
In onderstaande lijst zijn landen opgenomen die internationaal niet erkend werden, maar de facto wel onafhankelijk waren en de onafhankelijkheid hadden uitgeroepen.
| Korte landsnaam (Nederlands) | Lange landsnaam (Nederlands)                                                                            | Korte landsnaam (oorspronkelijke taal/talen)                     |
| --- | --- | ---------------------------------------------------------------- |
| Alabama (van 11 januari tot 8 februari)                                                                                           | Republiek Alabama                                                                                       | Engels: Alabama                                                  |
| Arkansas (van 6 tot 20 mei) | Republiek Arkansas                                                                                      | Engels: Arkansas                                                 |
| Bali | Koninkrijk Bali                                                                                         | Balinees: Bali                                                   |
| Buenos Aires (vanaf 5 juli) | Staat Buenos Aires                                                                                      | Spaans: Buenos Ayres                                             |
| Chan Santa Cruz | Chan Santa Cruz                                                                                         | Yucateeks Maya: Chan Santa Cruz                                  |
| (tot 13 juni) Circassië (ook wel: Tsjerkessië / Adygea / West-Circassië)                                                          | Circassië / Circassische Confederatie (tot 13 juni) Geconfedereerde Republiek Circassië (vanaf 13 juni) | Adygees: Adıgey / Адыгей                                         |
| (van 4 maart tot 21 mei) Confederatie (vanaf 8 februari) (van 21 mei tot 2 juli) (van 2 juli tot 28 november) (vanaf 28 november) | Geconfedereerde Staten van Amerika                                                                      | Engels: Confederacy                                              |
| Couto Misto | Couto Misto                                                                                             | Galicisch: Couto Mixto Portugees: Couto Misto Spaans: Coto Mixto |
| Florida (van 10 januari tot 8 februari)                                                                                           | Republiek Florida                                                                                       | Engels: Florida                                                  |
| Georgia (van 19 januari tot 8 februari)                                                                                           | Republiek Georgia                                                                                       | Engels: Georgia                                                  |
| (vanaf 11 februari) Louisiana (van 26 januari tot 8 februari)                                                                     | Republiek Louisiana                                                                                     | Engels: Louisiana                                                |
| Mississippi (van 9 januari tot 8 februari)                                                                                        | Republiek Mississippi                                                                                   | Engels: Mississippi                                              |
| Servië | Vorstendom Servië                                                                                       | Servisch: Srbija / Србија                                        |
| (van 26 tot 28 januari) South Carolina (tot 8 februari) (vanaf 28 januari)                                                        | Republiek South Carolina                                                                                | Engels: South Carolina                                           |
| Taiping | Hemelse Koninkrijk Taiping                                                                              | Chinees: Tàipíng Tiānguó / 太平天囯                              |
| Tennessee (van 24 juni tot 22 juli)                                                                                               | Republiek Tennessee                                                                                     | Engels: Tennessee                                                |
| Texas (van 5 tot 23 maart) | Republiek Texas                                                                                         | Engels: Texas                                                    |
| (vanaf 30 april) Virginia (van 17 april tot 7 mei)                                                                                | Republiek Virginia                                                                                      | Engels: Virginia                                                 |
| Zanzibar (tot 6 april) | Zanzibar                                                                                                | Swahili: Zanzibar                                                |

## Niet-onafhankelijke gebieden
Hieronder staat een lijst van afhankelijke gebieden.

### Afghaanse niet-onafhankelijke gebieden
Het semi-autonome Badachsjan is niet apart weergegeven. Wachan en Shighnan, die schatplichtig waren aan Badachsjan, zijn ook niet apart weergegeven.
| Korte landsnaam (Nederlands) | Status                            | Korte landsnaam (oorspronkelijke taal/talen) |
| ---------------------------- | --------------------------------- | -------------------------------------------- |
| Andkhoy                      | Kanaat Andkhoy (ook wel: Andkhui) | Perzisch: اندخوی                             |

### Amerikaanse niet-onafhankelijke gebieden
De hieronder opgenomen gebieden waren unorganized unincorporated territories, wat wil zeggen dat het afhankelijke gebieden waren van de Verenigde Staten zonder zelfbestuur. Colorado (vanaf 28 februari), Dakota (vanaf 2 maart), Kansas (tot 29 januari), Nebraska, Nevada (vanaf 2 maart), New Mexico, Utah en Washington waren als organized incorporated territories een integraal onderdeel van de VS en zijn derhalve niet in onderstaande lijst opgenomen. Het Indianenterritorium en de Neutral Strip waren als unorganized incorporated territories eveneens een integraal onderdeel van de VS.
Diverse eilandgebieden werden door de Verenigde Staten geclaimd als unorganized unincorporated territories, maar werden door andere landen bestuurd. Canton werd geclaimd door het Verenigd Koninkrijk. Johnston stond onder het bestuur van Hawaï.
| Korte landsnaam (Nederlands)                      | Status                               | Korte landsnaam (oorspronkelijke taal/talen) |
| ------------------------------------------------- | ------------------------------------ | -------------------------------------------- |
| (tot 4 juli) Arthur (vanaf 4 juli)                | Unorganized unincorporated territory | Engels: Arthur Island                        |
| (tot 4 juli) Atafu (vanaf 4 juli)                 | Unorganized unincorporated territory | Engels: Atafu / Duke of York Group           |
| (tot 4 juli) Baker (vanaf 4 juli)                 | Unorganized unincorporated territory | Engels: Baker Island                         |
| (tot 4 juli) Birnie (vanaf 4 juli)                | Unorganized unincorporated territory | Engels: Birnie Island                        |
| (tot 4 juli) Bowditch (vanaf 4 juli)              | Unorganized unincorporated territory | Engels: Bowditch Island                      |
| (tot 4 juli) Caroline (vanaf 4 juli)              | Unorganized unincorporated territory | Engels: Caroline Island                      |
| (tot 4 juli) Danger (vanaf 4 juli)                | Unorganized unincorporated territory | Engels: Danger Reef                          |
| (tot 4 juli) Enderbury (vanaf 4 juli)             | Unorganized unincorporated territory | Engels: Enderbury Island                     |
| (tot 4 juli) Fanning (vanaf 4 juli)               | Unorganized unincorporated territory | Engels: Fanning Island                       |
| (tot 4 juli) Flint (vanaf 4 juli)                 | Unorganized unincorporated territory | Engels: Flint Island                         |
| (tot 4 juli) French Frigate Shoals (vanaf 4 juli) | Unorganized unincorporated territory | Engels: French Frigate Shoals                |
| (tot 4 juli) Funafuti (vanaf 4 juli)              | Unorganized unincorporated territory | Engels: Funafuti                             |
| (tot 4 juli) Gardner (vanaf 4 juli)               | Unorganized unincorporated territory | Engels: Gardner Island                       |
| (tot 4 juli) Howland (vanaf 4 juli)               | Unorganized unincorporated territory | Engels: Howland Island                       |
| (tot 4 juli) Humphrey (vanaf 4 juli)              | Unorganized unincorporated territory | Engels: Humphrey Island                      |
| (tot 4 juli) Jarvis (vanaf 4 juli)                | Unorganized unincorporated territory | Engels: Jarvis Island                        |
| (tot 4 juli) Kersteiland (vanaf 4 juli)           | Unorganized unincorporated territory | Engels: Christmas Island                     |
| (tot 4 juli) Malden (vanaf 4 juli)                | Unorganized unincorporated territory | Engels: Malden Island                        |
| (tot 4 juli) Marcus (vanaf 4 juli)                | Unorganized unincorporated territory | Engels: Marcus Island                        |
| (tot 4 juli) Navassa (vanaf 4 juli)               | Unorganized unincorporated territory | Engels: Navassa Island                       |
| (tot 4 juli) Niulakita (vanaf 4 juli)             | Unorganized unincorporated territory | Engels: Niulakita                            |
| (tot 4 juli) Nukufetau (vanaf 4 juli)             | Unorganized unincorporated territory | Engels: Nukufetau                            |
| (tot 4 juli) Nukulaelae (vanaf 4 juli)            | Unorganized unincorporated territory | Engels: Nukulaelae                           |
| (tot 4 juli) Nukunonu (vanaf 4 juli)              | Unorganized unincorporated territory | Engels: Nukunonu / Duke of Clarence Island   |
| (tot 4 juli) Palmyra (vanaf 4 juli)               | Unorganized unincorporated territory | Engels: Palmyra Atoll                        |
| (tot 4 juli) Penrhyn (vanaf 4 juli)               | Unorganized unincorporated territory | Engels: Penrhyn                              |
| (tot 4 juli) Phoenix (vanaf 4 juli)               | Unorganized unincorporated territory | Engels: Phoenix Island                       |
| (tot 4 juli) Prospect (vanaf 4 juli)              | Unorganized unincorporated territory | Engels: Prospect Island                      |
| (tot 4 juli) Pukapuka (vanaf 4 juli)              | Unorganized unincorporated territory | Engels: Pukapuka                             |
| (tot 4 juli) Rakahanga (vanaf 4 juli)             | Unorganized unincorporated territory | Engels: Rakahanga                            |
| (tot 4 juli) Roncador (vanaf 4 juli)              | Unorganized unincorporated territory | Engels: Roncador Bank                        |
| (tot 4 juli) Serrana (vanaf 4 juli)               | Unorganized unincorporated territory | Engels: Serrana Bank                         |
| (tot 4 juli) Serranilla (vanaf 4 juli)            | Unorganized unincorporated territory | Engels: Serranilla Bank                      |
| (tot 4 juli) Starbuck (vanaf 4 juli)              | Unorganized unincorporated territory | Engels: Starbuck Island                      |
| (tot 4 juli) Swains (vanaf 4 juli)                | Unorganized unincorporated territory | Engels: Swains Island                        |
| (tot 4 juli) Sydney (vanaf 4 juli)                | Unorganized unincorporated territory | Engels: Sydney Island                        |
| (tot 4 juli) Vostok (vanaf 4 juli)                | Unorganized unincorporated territory | Engels: Vostok Island                        |

### Niet-onafhankelijke gebieden van Ashanti
| Korte landsnaam (Nederlands) | Status     | Korte landsnaam (oorspronkelijke taal/talen) |
| ---------------------------- | ---------- | -------------------------------------------- |
| Denkyira                     | Vazalstaat | Akan: Denkyira                               |

### Niet-onafhankelijke gebieden van Atjeh
| Korte landsnaam (Nederlands) | Status                        | Korte landsnaam (oorspronkelijke taal/talen) |
| ---------------------------- | ----------------------------- | -------------------------------------------- |
| Deli                         | Vazalstaat: Sultanaat Deli    | Maleis: Deli                                 |
| Langkat                      | Vazalstaat: Sultanaat Langkat | Maleis: Langkat                              |
| Serdang                      | Vazalstaat: Sultanaat Serdang | Maleis: Serdang                              |

### Belgisch-Pruisische niet-onafhankelijke gebieden
| Korte landsnaam (Nederlands) | Status                         | Korte landsnaam (oorspronkelijke taal/talen) |
| ---------------------------- | ------------------------------ | -------------------------------------------- |
| Moresnet                     | Condominium: Neutraal Moresnet | Duits en Frans: Moresnet                     |

### Britse niet-onafhankelijke gebieden
| Korte landsnaam (Nederlands)                   | Status                                                        | Korte landsnaam (oorspronkelijke taal/talen)                                                                         |
| ---------------------------------------------- | ------------------------------------------------------------- | --- |
| Ascension                                      | Overzees bezit                                                | Engels: Ascension Island                                                                                             |
| Bahama's                                       | Kroonkolonie                                                  | Engels: Bahama Islands                                                                                               |
| Bahrein (vanaf 31 mei)                         | Protectoraat                                                  | Arabisch: al-Bahrayn / البحرين Engels: Bahrain                                                                       |
| Bermuda                                        | Kroonkolonie                                                  | Engels: Bermuda |
| Bonin-eilanden                                 | Overzees bezit                                                | Engels: Bonin Islands                                                                                                |
| Brits-Columbia                                 | Kroonkolonie                                                  | Engels: British Columbia                                                                                             |
| Brits-Guyana                                   | Kroonkolonie                                                  | Engels: British Guiana                                                                                               |
| Brits-Indië                                    | Kroonkolonie                                                  | Engels: India |
| Brits-Kaffrarië                                | Kolonie: Brits-Kaffrarië (ook wel: Koningin Adelheid)         | Engels: British Kaffraria / Queen Adelaide                                                                           |
| Britse Benedenwindse Eilanden                  | Kolonie                                                       | Engels: British Leeward Islands                                                                                      |
| Britse Bovenwindse Eilanden                    | Kolonie                                                       | Engels: British Windward Islands                                                                                     |
| Canada                                         | Kolonie: Provincie Canada                                     | Engels: Province of Canada                                                                                           |
| Ceylon                                         | Kroonkolonie                                                  | Engels: Ceylon |
| Cocoseilanden                                  | Kroonkolonie                                                  | Engels: Cocos (Keeling) Islands                                                                                      |
| Falklandeilanden                               | Overzees bezit                                                | Engels: Falkland Islands                                                                                             |
| Fanning                                        | Overzees bezit                                                | Engels: Fanning Island                                                                                               |
| Gambia                                         | Kroonkolonie                                                  | Engels: Gambia |
| Gibraltar                                      | Kroonkolonie                                                  | Engels: Gibraltar |
| Golf van Benin (tot 6 augustus)                | Protectoraat                                                  | Engels: Bight of Benin                                                                                               |
| Golf van Biafra (tot 6 augustus)               | Protectoraat                                                  | Engels: Bight of Biafra                                                                                              |
| Golven van Biafra en Benin (vanaf 6 augustus)  | Protectoraat                                                  | Engels: Bights of Biafra and Benin                                                                                   |
| Goudkust                                       | Kroonkolonie                                                  | Engels: Gold Coast                                                                                                   |
| Grahamland                                     | Overzees bezit                                                | Engels: Graham Land                                                                                                  |
| Helgoland                                      | Kolonie                                                       | Engels: Heligoland                                                                                                   |
| Hongkong                                       | Kroonkolonie                                                  | Engels: Hong Kong |
| Jamaica                                        | Kroonkolonie                                                  | Engels: Jamaica |
| Kaapkolonie                                    | Kroonkolonie                                                  | Afrikaans: Kaapkolonie Engels: Cape Colony                                                                           |
| Kuria Muria-eilanden                           | Overzees bezit                                                | Engels: Khuriya Muriya Islands                                                                                       |
| Labuan                                         | Kolonie                                                       | Engels: Labuan |
| Lagos (vanaf 6 augustus)                       | Overzees bezit                                                | Engels: Lagos |
| Malden                                         | Overzees bezit                                                | Engels: Malden Island                                                                                                |
| Malta                                          | Kroonkolonie                                                  | Engels: Malta |
| Mary Ballcouts Eiland                          | Overzees bezit                                                | Engels: Mary Ballcout's Island                                                                                       |
| Mauritius                                      | Kroonkolonie                                                  | Engels: Mauritius |
| Miskitokust (tot 12 september)                 | Protectoraat: Miskitokoninkrijk                               | Engels: Mosquito Kingdom Miskito:                                                                                    |
| Natal                                          | Kroonkolonie                                                  | Engels: Natal |
| Nepal                                          | Protectoraat                                                  | Engels: Nepal Nepalees: Nepal / नेपाल                                                                                  |
| Newfoundland                                   | Kroonkolonie                                                  | Engels: Newfoundland                                                                                                 |
| Nieuw-Brunswijk                                | Kolonie                                                       | Engels: New Brunswick                                                                                                |
| Nieuw-Zeeland                                  | Kroonkolonie                                                  | Engels: New Zealand                                                                                                  |
| New South Wales                                | Kroonkolonie                                                  | Engels: New South Wales                                                                                              |
| Nieuwe Hebriden                                | Protectoraat                                                  | Engels: New Hebrides                                                                                                 |
| Noordwestelijk Territorium                     | Eigendom van de Hudson's Bay Company.                         | Engels: North-Western Territory                                                                                      |
| Nova Scotia                                    | Kolonie                                                       | Engels: Nova Scotia                                                                                                  |
| Pitcairneilanden                               | Protectoraat                                                  | Engels: Pitcairn Islands                                                                                             |
| Prins Edwardeiland                             | Kolonie                                                       | Engels: Prince Edward Island                                                                                         |
| Prins Edwardeilanden                           | Overzees bezit                                                | Engels: Prince Edward Islands                                                                                        |
| Queensland                                     | Kroonkolonie                                                  | Engels: Queensland                                                                                                   |
| Ross Dependency                                | Overzees bezit                                                | Engels: Ross Dependency                                                                                              |
| Rupertland                                     | Eigendom van de Hudson's Bay Company.                         | Engels: Rupert's Land                                                                                                |
| Shenge                                         | Protectoraat                                                  | Engels: Shenge |
| Sierra Leone                                   | Kroonkolonie                                                  | Engels: Sierra Leone                                                                                                 |
| Sint-Helena                                    | Kroonkolonie                                                  | Engels: Saint Helena                                                                                                 |
| Stikineterritorium                             | Overzees bezit                                                | Engels: Stickeen Territories / Stikine Territory                                                                     |
| Tasmanië                                       | Kroonkolonie                                                  | Engels: Tasmania |
| Trinidad                                       | Kolonie                                                       | Engels: Trinidad |
| Tristan da Cunha                               | Kroonkolonie                                                  | Engels: Tristan da Cunha                                                                                             |
| Turks- en Caicoseilanden                       | Kolonie                                                       | Engels: Turks and Caicos Islands                                                                                     |
| Vancouvereiland                                | Kroonkolonie                                                  | Engels: Vancouver Island                                                                                             |
| Verdragsstaten                                 | Protectoraat                                                  | Engels: Trucial States                                                                                               |
| Verenigde Staten van de Ionische Eilanden      | Protectoraat                                                  | Grieks: Inoménon Krátos ton Ioníon Níson / Ηνωμένον Κράτος των Ιονίων Νήσων Italiaans: Stati Uniti delle Isole Ionie |
| Victoria (ook wel: Ambas Bay)                  | Kolonie                                                       | Engels: Victoria (Ambas Bay)                                                                                         |
| Victoria                                       | Kroonkolonie                                                  | Engels: Victoria |
| Victorialand                                   | Overzees bezit                                                | Engels: Victoria Land                                                                                                |
| West-Australië                                 | Kroonkolonie                                                  | Engels: Western Australia                                                                                            |
| Zoeloekoninkrijk                               | Protectoraat: Koninkrijk van de Zoeloes (ook wel: Zoeloeland) | Engels: Zulu Kingdom Zoeloe: Wene wa Zulu                                                                            |
| Zuid-Australië                                 | Kroonkolonie                                                  | Engels: South Australia                                                                                              |
| Zuid-Georgië en de Zuidelijke Sandwicheilanden | Overzees bezit                                                | Engels: South Georgia and the South Sandwich Islands                                                                 |
| Zuidelijke Orkneyeilanden                      | Overzees bezit                                                | Engels: South Orkney Islands                                                                                         |
| Zuidelijke Shetlandeilanden                    | Overzees bezit                                                | Engels: South Shetland Islands                                                                                       |

### Britse Kroonbezittingen
| Korte landsnaam (Nederlands) | Status           | Korte landsnaam (oorspronkelijke taal/talen)    |
| ---------------------------- | ---------------- | ----------------------------------------------- |
| Guernsey                     | Brits Kroonbezit | Engels: Guernsey Frans: Guernesey               |
| Jersey                       | Brits Kroonbezit | Engels en Frans: Jersey                         |
| Man                          | Brits Kroonbezit | Engels: Isle of Man Manx-Gaelisch: Ellan Vannin |

### Niet-onafhankelijke gebieden van Buchara
| Korte landsnaam (Nederlands) | Status                         | Korte landsnaam (oorspronkelijke taal/talen) |
| ---------------------------- | ------------------------------ | -------------------------------------------- |
| Kokand                       | Vazalstaat: Khanaat van Kokand | Perzisch: خوقند Russisch: Коканд             |

### Chinese niet-onafhankelijke gebieden
| Korte landsnaam (Nederlands) | Status                              | Korte landsnaam (oorspronkelijke taal/talen) |
| ---------------------------- | ----------------------------------- | -------------------------------------------- |
| Hunza                        | Vazalstaat: Hunza (ook wel: Kanjut) | Urdu: Hunza / ہنزہ                           |
| Lanfang                      | Vazalstaat: Republiek Lanfang       | Mandarijn: Lánfāng Gònghéguó / 蘭芳共和國    |
| Tibet                        | Vazalstaat                          | Tibetaans: Bod / བོད་                         |

### Niet-onafhankelijke gebieden van Chitral
Onderstaande gebieden waren schatplichtig aan Chitral, maar waren grotendeels autonoom.
| Korte landsnaam (Nederlands) | Status                                        | Korte landsnaam (oorspronkelijke taal/talen) |
| ---------------------------- | --------------------------------------------- | -------------------------------------------- |
| Dir                          | Kanaat Dir                                    | Pasjtoe: Urdu: دير                           |
| Jandol                       | Kanaat Jandol (ook wel: Jandul / Jandool)     | Pasjtoe:                                     |
| Kafiristan                   | Kafiristan                                    | Kafiri:                                      |
| Swat                         | Yousafzai Staat Swat (ook wel: Dera Yusufzai) | Pasjtoe: Swat / سوات                         |

### Deense niet-onafhankelijke gebieden
| Korte landsnaam (Nederlands) | Status                                                                                    | Korte landsnaam (oorspronkelijke taal/talen) |
| ---------------------------- | ----------------------------------------------------------------------------------------- | -------------------------------------------- |
| Deens-Oost-Indië             | Kolonie                                                                                   | Deens: Dansk Ostindien                       |
| Deens-West-Indië             | Kolonie                                                                                   | Deens: Dansk Vestindien                      |
| Groenland                    | Kolonie                                                                                   | Deens: Grønland                              |
| Holstein                     | Hertogdom Holstein, lid van de Duitse Bond en in personele unie met Denemarken verbonden  | Deens: Holsten Duits: Holstein               |
| IJsland                      | Kolonie                                                                                   | Deens: Ísland                                |
| Lauenburg                    | Hertogdom Lauenburg, lid van de Duitse Bond en in personele unie met Denemarken verbonden | Deens en Duits: Lauenburg                    |
| Sleeswijk                    | Hertogdom Sleeswijk, lid van de Duitse Bond en in personele unie met Denemarken verbonden | Deens: Slesvig Duits: Schleswig              |

### Franse niet-onafhankelijke gebieden
| Korte landsnaam (Nederlands) | Status                           | Korte landsnaam (oorspronkelijke taal/talen) |
| ---------------------------- | -------------------------------- | -------------------------------------------- |
| Adélieland                   | Overzees bezit                   | Frans: Terre Adélie                          |
| Crozeteilanden               | Overzees bezit                   | Frans: Îles Crozet                           |
| Frans-Guyana                 | Kolonie                          | Frans: Guyane                                |
| Frans-Indië                  | Kolonie                          | Frans: Établissements français de l'Inde     |
| Frans-Oceanië                | Kolonie                          | Frans: Établissements de l'Océanie           |
| Guadeloupe                   | Kolonie                          | Frans: Guadeloupe                            |
| Ivoorkust-Gabon              | Kolonie                          | Frans: Côte d'Ivoire-Gabon                   |
| Kerguelen                    | Overzees bezit                   | Frans: Îles Kerguelen                        |
| Mangareva                    | Protectoraat                     | Frans: Mangareva                             |
| Martinique                   | Kolonie                          | Frans: Martinique                            |
| Nieuw-Caledonië              | Kolonie                          | Frans: Nouvelle-Calédonie                    |
| Réunion                      | Kolonie                          | Frans: Réunion                               |
| Rivieren van het Zuiden      | Nederzetting                     | Frans: Riviéres du Sud                       |
| Sainte-Marie van Madagaskar  | Kolonie                          | Sainte-Marie de Madagaskar                   |
| Saint-Paul en Amsterdam      | Overzees bezit                   | Frans: Saint-Paul-et-Amsterdam               |
| Saint-Pierre en Miquelon     | Kolonie                          | Frans: Saint-Pierre-et-Miquelon              |
| Senegal                      | Kolonie                          | Frans: Senegal                               |
| Tahiti                       | Protectoraat: Koninkrijk Tahiti  | Frans: Tahiti Tahitiaans: Otaheiti           |
| Tahuata                      | Protectoraat: Koninkrijk Tahuata | Frans: Tahuata                               |

### Niet-onafhankelijke gebieden van Ibadan
De Ekiti-koninkrijken waren onder andere Ado-Ekiti, Akure, Aramoko-Ekiti, Awo-Ekiti, Ikere en Ise-Ekiti. Deze stadstaten zijn niet apart weergegeven.
| Korte landsnaam (Nederlands) | Status      | Korte landsnaam (oorspronkelijke taal/talen) |
| ---------------------------- | ----------- | -------------------------------------------- |
| Ekiti-koninkrijken           | Vazalstaten | Yoruba:                                      |

### Japanse niet-onafhankelijke gebieden
| Korte landsnaam (Nederlands) | Status                        | Korte landsnaam (oorspronkelijke taal/talen)                    |
| ---------------------------- | ----------------------------- | --------------------------------------------------------------- |
| Riukiu                       | Vazalstaat: Koninkrijk Riukiu | Japans: Ryūkyū Ōkoku / 琉球王国 Riukiuaans: Rūchū-kuku / 琉球國 |

### Niet-onafhankelijke gebieden van Johor
| Korte landsnaam (Nederlands) | Status                       | Korte landsnaam (oorspronkelijke taal/talen) |
| ---------------------------- | ---------------------------- | -------------------------------------------- |
| Muar                         | Vazalstaat                   | Maleis: Muar                                 |
| Pahang (tot 1861)            | Vazalstaat: Sultanaat Pahang | Maleis: Pahang                               |

### Nederlandse niet-onafhankelijke gebieden
De staten (vorstenlanden) van Nederlands-Indië die onder Nederlandse protectie stonden en soms een grote mate van autonomie hadden, zijn niet apart weergegeven. Voorbeelden hiervan zijn: Bacan, Bima, Bone, Bulungan, Buton, Gowa, Gunung Tabur, Indragiri, Jambi, Kotawaringin, Kubu, Kutai Kartanegara, Larantuka, Lingga-Riau, Lombok, Luwu, Mataram, Mempawah, Pelalawan, Pontianak, Sambaliung, Sambas, Siak, Siau, Simpang, Sintang, Tabukan, Tayan, Tidore en Wajoq. Ook niet hieronder weergegeven zijn het Hertogdom Limburg en het Groothertogdom Luxemburg die beide in personele unie met Nederland waren verbonden en onderdeel waren van de Duitse Bond.
| Korte landsnaam (Nederlands) | Status                     | Korte landsnaam (oorspronkelijke taal/talen)               |
| ---------------------------- | -------------------------- | ---------------------------------------------------------- |
| Curaçao                      | Kolonie                    | Nederlands: Curaçao en Onderhorigheden                     |
| Nederlands-Indië             | Kolonie                    | Nederlands: Nederlands-Indië                               |
| Nederlandse Goudkust         | Kolonie: Nederlands-Guinea | Nederlands: Nederlandsche Bezittingen ter Kuste van Guinea |
| Suriname                     | Kolonie                    | Nederlands: Suriname                                       |

### Oostenrijkse niet-onafhankelijke gebieden
| Korte landsnaam (Nederlands) | Status | Korte landsnaam (oorspronkelijke taal/talen)        |
| ---------------------------- | --- | --------------------------------------------------- |
| Lombardije-Venetië           | In personele unie met Oostenrijk verbonden: Lombardisch-Venetiaans Koninkrijk (ook wel: Oostenrijks-Italië) | Duits: Lombardo-Venetien Italiaans: Lombardo-Veneto |

### Ottomaanse niet-onafhankelijke gebieden
Egypte en Tunis waren onderdelen van het Ottomaanse Rijk, maar hadden een grote mate van autonomie.
| Korte landsnaam (Nederlands)                  | Status                                                    | Korte landsnaam (oorspronkelijke taal/talen) |
| --------------------------------------------- | --------------------------------------------------------- | -------------------------------------------- |
| Egypte                                        | Eyalet Egypte                                             | Arabisch: Miṣr / مِصر Osmaans: Mısır / میصیر  |
| Najran                                        | Vorstendom Najran                                         | Arabisch: Najran / نجران                     |
| Samos                                         | Vazalstaat: Vorstendom Samos                              | Grieks: Sámos / Σάμος Osmaans:               |
| Taqali                                        | Vazalstaat: Taqalif                                       | Taqali: Taqali                               |
| Tunis                                         | Beylik Tunis                                              | Arabisch: Osmaans:                           |
| Verenigde Vorstendommen Moldavië en Walachije | Vazalstaat: Verenigde Vorstendommen Moldavië en Walachije | Roemeens:                                    |

### Perzische niet-onafhankelijke gebieden
| Korte landsnaam (Nederlands) | Status                                                   | Korte naam (oorspronkelijke taal/talen)                    |
| ---------------------------- | -------------------------------------------------------- | ---------------------------------------------------------- |
| Ardalan                      | Vazalstaat: Ardalan (ook wel: Erdalan)                   | Koerdisch: Perzisch: Ardalān / اردلان                      |
| Herat                        | Emiraat Herat                                            | Pasjtoe: هرات                                              |
| Maku                         | Vazalstaat: Kanaat Maku                                  | Azerbeidzjaans: Maku Perzisch: Mākū / ماكو                 |
| Maragha                      | Vazalstaat: Kanaat Maragha (ook wel: Maraqeh / Maragheh) | Azerbeidzjaans: ماراغا Perzisch: Marāgheh / مراغه          |
| Urmia                        | Vazalstaat: Kanaat Urmia                                 | Azerbeidzjaans: Urmiya / اورمیه و Perzisch: Urmia / ارومیه |

### Portugese niet-onafhankelijke gebieden
| Korte landsnaam (Nederlands) | Status                       | Korte landsnaam (oorspronkelijke taal/talen) |
| ---------------------------- | ---------------------------- | -------------------------------------------- |
| Kaapverdië                   | Kolonie                      | Portugees: Cabo Verde                        |
| Kongo                        | Vazalstaat: Koninkrijk Kongo | Kikongo: Kongo Portugees: Congo              |
| Macau                        | Kolonie                      | Portugees: Macau                             |
| Portugees-Indië              | Kolonie                      | Portugees: Estado da Índia                   |
| Portugees-Oost-Afrika        | Kolonie                      | Portugees: África Oriental Portuguesa        |
| Portugees-West-Afrika        | Kolonie                      | Portugees: África Ocidental Portuguesa       |
| Sao Tomé en Principe         | Kolonie                      | Portugees: Sao Tomé e Príncipe               |

### Russische niet-onafhankelijke gebieden
Åland maakte eigenlijk deel uit van Finland, dat weer in personele unie met Rusland was verbonden, maar Åland had sinds de Vrede van Parijs (1856) een internationaal erkende speciale status.
| Korte landsnaam (Nederlands) | Status                                                           | Korte landsnaam (oorspronkelijke taal/talen)                                           |
| ---------------------------- | ---------------------------------------------------------------- | -------------------------------------------------------------------------------------- |
| Abchazië                     | Protectoraat: Vorstendom Abchazië                                | Abchazisch: Apsny / Аҧсны́ Georgisch: Apkhazeti / აფხაზეთი Russisch: Abkhazia / Абхазия |
| Åland                        | Gebied met speciale status                                       | Zweeds: Åland                                                                          |
| Congres-Polen                | Vazalstaat: Koninkrijk Polen (ook wel: Congreskoninkrijk)        | Pools: Królestwo Polskie Russisch: Tsarstvo Polskoye / Царство Польское                |
| Finland                      | Grootvorstendom Finland, in personele unie met Rusland verbonden | Fins: Suomi Russisch: Финляндия Zweeds: Finland                                        |
| Mehtuli                      | Kanaat Mehtuli (ook wel: Dzhengutai / Jengutay)                  | Koemuks: Mahtulu xanlıq Russisch: Мехтулинское ханство                                 |
| Russisch-Amerika             | Territorium van de Russisch-Amerikaanse Compagnie                | Russisch: Russkaya Amerika / Русская Америка                                           |
| Tabassaran                   | Vazalstaat: Vorstendom Tabassaran (ook wel: Tabasaran)           | Russisch: Tabassaraans: Табасаран                                                      |
| Tarki                        | Vazalstaat: Sjamchalaat Tarki                                    | Koemuks: Targhu / Таргъу Russisch: Тарки́                                               |

### Rwandese niet-onafhankelijke gebieden
| Korte landsnaam (Nederlands) | Status                                                        | Korte landsnaam (oorspronkelijke taal/talen) |
| ---------------------------- | ------------------------------------------------------------- | -------------------------------------------- |
| Buhoma                       | Vazalstaat: Koninkrijk Buhoma                                 | Kinyarwanda: Buhoma                          |
| Bukonja                      | Vazalstaat: Koninkrijk Bukonja                                | Kinyarwanda: Bukonja                         |
| Bukunzi                      | Vazalstaat: Koninkrijk Bukunzi (ook wel: Koninkrijk Mbirizi)  | Kinyarwanda: Bukunzi                         |
| Bushiru                      | Vazalstaat: Koninkrijk Bushiru                                | Kinyarwanda: Bushiru                         |
| Busozo                       | Vazalstaat: Koninkrijk Busozo                                 | Kinyarwanda: Busozo                          |
| Cyingogo                     | Vazalstaat: Koninkrijk Cyingogo (ook wel: Koninkrijk Kingogo) | Kinyarwanda: Cyingogo                        |
| Kibari                       | Vazalstaat: Koninkrijk Kibari                                 | Kinyarwanda: Kibari                          |
| Ruhengeri                    | Vazalstaat: Koninkrijk Ruhengeri                              | Kinyarwanda: Ruhengeri                       |

### Siamese niet-onafhankelijke gebieden
Het Koninkrijk Besut Darul Iman was een vazal van Terengganu en is niet apart weergegeven. De semi-autonome stadstaten van Lanna (Chiang Rai, Lampang, Lamphun, Mae Hong Son, Nan en Phrae) zijn ook niet apart vermeld. Patani was een confederatie bestaande uit 7 semi-autonome koninkrijken: Patani, Reman, Nongchik, Teluban (Saiburi), Legeh, Yaring (Jambu) en Yala (Jala). Deze koninkrijken zijn ook niet apart weergegeven.
| Korte landsnaam (Nederlands) | Status                                                                                    | Korte landsnaam (oorspronkelijke taal/talen)     |
| ---------------------------- | ----------------------------------------------------------------------------------------- | ------------------------------------------------ |
| Champasak                    | Koninkrijk Champasak onder Siamese bezetting                                              | Laotiaans: Champasak / ຈຳປາສັກ Siamees:           |
| Kedah                        | Vazalstaat: Sultanaat Kedah Darul Aman                                                    | Maleis: Kedah / قدح Siamees: Syburi / ไทรบุรี      |
| Kelantan                     | Vazalstaat: Koninkrijk Kelantan Darul Naim                                                | Maleis: Kelantan / کلنتن Siamees: Kalantan       |
| Kubang Pasu                  | Vazalstaat: Koninkrijk Kubang Pasu Darul Qiyam                                            | Maleis: Kubang Pasu Siamees: Kupạngpasu / กุปังปาสู |
| Lanna                        | Vazalstaat: Land van een Miljoen Rijstvelden (Koninkrijk Lanna / Koninkrijk Chiangmai)    | Lanna en Siamees: อาณาจักรล้านนา                   |
| Luang Prabang                | Vazalstaat: Land van een Miljoen Olifanten en de Witte Parasol (Koninkrijk Luang Prabang) | Laotiaans: Luang Phabang / ຫຼວງພະບາງ Siamees:     |
| Patani                       | Vazalstaat: Koninkrijk Patani Darussalam                                                  | Maleis: Patani Siamees: Pattani / ปัตตานี          |
| Perak                        | Vazalstaat: Sultanaat Perak Darul Ridzuan                                                 | Maleis: Perak / ڤيراق Siamees:                   |
| Perlis                       | Vazalstaat: Koninkrijk Perlis Indera Kayangan                                             | Maleis: Perlis Siamees: Palit / ปะลิส             |
| Setul                        | Vazalstaat: Koninkrijk Setul Mambang Segara                                               | Maleis: Setul Siamees: Satun / สตูล               |
| Terengganu                   | Vazalstaat: Sultanaat Terengganu Darul Iman                                               | Maleis: Tranung Siamees: Trangkanu / ตรังกานู      |

### Siamees-Vietnamese niet-onafhankelijke gebieden
| Korte landsnaam (Nederlands) | Status                                                                    | Korte landsnaam (oorspronkelijke taal/talen) |
| ---------------------------- | ------------------------------------------------------------------------- | -------------------------------------------- |
| Cambodja                     | Koninkrijk Cambodja, onder gezamenlijke suzereiniteit van Siam en Vietnam | Khmer: Kampuchea / ព្រះរាជាណាចក្រកម្ពុជា              |

### Niet-onafhankelijke gebieden van Sokoto
| Korte landsnaam (Nederlands) | Status                                               | Korte landsnaam (oorspronkelijke taal/talen)            |
| ---------------------------- | ---------------------------------------------------- | ------------------------------------------------------- |
| Adamawa                      | Vazalstaat: Emiraat Adamawa                          | Fula: Lamorde Adamaawa / 𞤤𞤢𞤥𞤮𞤪𞤣𞤫 𞤢𞤣𞤢𞤥𞤢𞥄𞤱𞤢 Hausa: Adamawa |
| Agaie                        | Vazalstaat: Emiraat Agaie                            | Fula: Agaie                                             |
| Bauchi                       | Vazalstaat: Emiraat Bauchi                           | Fula: Bauchi                                            |
| Daura                        | Vazalstaat: Emiraat Daura                            | Hausa: Daura                                            |
| Dutse                        | Vazalstaat: Emiraat Dutse                            | Fula: Dutse                                             |
| Gobir                        | Vazalstaat: Emiraat Gobir                            | Hausa: Gobir                                            |
| Gombe                        | Vazalstaat: Emiraat Gombe                            | Fula: Gombe                                             |
| Gwandu                       | Vazalstaat: Emiraat Gwandu                           | Hausa: Gwandu                                           |
| Hadejia                      | Vazalstaat: Emiraat Hadejia                          | Hausa: Haɗejiya                                         |
| Ilorin                       | Vazalstaat: Emiraat Ilorin                           | Yoruba: Ilorin                                          |
| Jama'are                     | Vazalstaat: Emiraat Jama'are                         | Fula: Jama'are                                          |
| Jema'a                       | Vazalstaat: Emiraat Jema'an Darroro                  | Jema'a                                                  |
| Kano                         | Vazalstaat: Emiraat Kano                             | Hausa: Kano                                             |
| Katagum                      | Vazalstaat: Emiraat Katagum                          | Fula: Katagum                                           |
| Katsina                      | Vazalstaat: Emiraat Katsina                          | Hausa: Katsina                                          |
| Kazaure                      | Vazalstaat: Emiraat Kazaure                          | Fula: Kazaure                                           |
| Kebbi                        | Vazalstaat: Emiraat Kebbi (ook wel: Emiraat Argungu) | Hausa: Kebbi                                            |
| Keffi                        | Vazalstaat: Emiraat Keffi                            | Fula: Keffi                                             |
| Lafia                        | Vazalstaat: Lafia Beri-Beri                          | Kanuri: Lafia                                           |
| Lafiagi                      | Vazalstaat: Emiraat Lafiagi                          | Fula: Lafiagi                                           |
| Lapai                        | Vazalstaat: Emiraat Lapai                            | Fula: Lapai                                             |
| Liptako                      | Vazalstaat: Emiraat Liptako                          | Fula: Liptako                                           |
| Misau                        | Vazalstaat: Emiraat Misau                            | Hausa: Misau                                            |
| Muri                         | Vazalstaat: Emiraat Muri                             | Fula: Muri / 𞤥𞤵𞥅𞤪𞤭                                       |
| Nassarawa                    | Vazalstaat: Emiraat Nassarawa                        | Hausa: Nasarawa                                         |
| Nupe                         | Vazalstaat: Emiraat Nupe (ook wel: Emiraat Bida)     | Nupe:                                                   |
| Yauri                        | Vazalstaat: Emiraat Yauri (ook wel: Emiraat Yawuri)  | Hausa: Yauri                                            |
| Zamfara                      | Vazalstaat: Koninkrijk Zamfara                       | Hausa: Zamfara                                          |
| Zaria                        | Vazalstaat: Emiraat Zaria                            | Hausa: Zaria                                            |

### Spaanse niet-onafhankelijke gebieden
| Korte landsnaam (Nederlands)   | Status                                       | Korte landsnaam (oorspronkelijke taal/talen) |
| ------------------------------ | -------------------------------------------- | --- |
| Cuba                           | Kolonie: Kapiteinsgeneraliteit Cuba          | Spaans: Cuba |
| Fernando Poo                   | Kolonie                                      | Spaans: Fernando Pó |
| Ifni                           | Overzees bezit                               | Spaans: Ifni |
| Maguindanao                    | Protectoraat: Sultanaat Maguindanao          | Arabisch: سلطنة ماجينداناو Filipijns en Iranun: Magindanao Maguindanao: Kasultanan nu Magindanaw / كاسولتانن نو ماڬينداناو Maleis: کسلطانن ماڬيندناو Spaans: Maguindánao |
| Puerto Rico                    | Kolonie: Kapiteinsgeneraliteit Puerto Rico   | Spaans: Puerto Rico |
| Santo Domingo (vanaf 18 maart) | Kolonie: Kapiteinsgeneraliteit Santo Domingo | Spaans: Santo Domingo |
| Spaans-Oost-Indië              | Kolonie                                      | Spaans: Indias Orientales Españolas |

### Toucouleurse niet-onafhankelijke gebieden
| Korte landsnaam (Nederlands) | Status                                           | Korte landsnaam (oorspronkelijke taal/talen) |
| ---------------------------- | ------------------------------------------------ | -------------------------------------------- |
| Kaarta                       | Vazalstaat: Koninkrijk Kaarta (ook wel: Ka'arta) | Bambara: Kaarta                              |

### Zanzibarese niet-onafhankelijke gebieden
| Korte landsnaam (Nederlands) | Status                         | Korte landsnaam (oorspronkelijke taal/talen) |
| ---------------------------- | ------------------------------ | -------------------------------------------- |
| Pate                         | Overzees bezit: Sultanaat Pate | Swahili: Pate                                |
| Pemba                        | Overzees bezit                 | Swahili: Pemba                               |

### Zweeds-Noorse niet-onafhankelijke gebieden
| Korte landsnaam (Nederlands) | Status                                    | Korte landsnaam (oorspronkelijke taal/talen) |
| ---------------------------- | ----------------------------------------- | -------------------------------------------- |
| Sankt Bartholomeus           | Overzeese bezitting van de Zweedse koning | Zweeds: Sankt Bartholomeus                   |